# Вьетнамско-камбоджийские отношения
Вьетнамско-камбоджийские отношения — двусторонние дипломатические отношения между Вьетнамом и Камбоджей. Протяжённость государственной границы между странами составляет 1158 км.

## История
Исторически Камбоджа и Вьетнам враждовали друг с другом, но более важными были противоречия, возникшие между руководством Северного Вьетнама и «красных кхмеров» в начале 1970-х годов. Поначалу северовьетнамская армия принимала активное участие в камбоджийской гражданской войне на стороне «красных кхмеров», однако обнаружившиеся глубокие разногласия между союзниками привели к тому, что в 1972—1973 годах Северный Вьетнам снял свои войска с линии фронта. В конце декабря 1978 года (по другим данным — месяцем ранее) Вьетнам (ком. Ван Тьен Зунг) начал полномасштабное вторжение в Камбоджу с целью свержения режима «красных кхмеров». 7 января 1979 года был взят Пномпень. Власть была передана Единому фронту национального спасения Кампучии во главе с Хенг Самрином. Эта организация была создана в декабре 1978 года и не сыграла почти никакой роли в боевых действиях, однако в идеологических целях именно она была представлена как освободитель камбоджийского народа от тирании Пол Пота.
В 2005 году Вьетнам и Камбоджа подписали дополнительное соглашение к договору от 1985 года о разграничении национальных границ, которые Камбоджа считала неприемлемыми. В 2011 году правительство Камбоджи объявило, что ускоряет процесс демаркации границы с Вьетнамом. 24 июня 2012 года Нгуен Тан Зунг и Хун Сен лично участвовали в демаркации последнего участка общей границы и подтвердили намерения о сотрудничестве и дружбе двух стран.
В июле 2014 года в Камбодже прошли массовые акции протеста за присоединение Дельты Меконга, населенную преимущественно кхмер-кромами. Протестующие требовали у Вьетнама признать эту территорию частью Камбоджи и принести извинения за оккупацию. 9 июля 2014 года посольство Вьетнама выступило с заявлением, призывающим Камбоджу уважать суверенитет Вьетнама и отказались принести извинения. В ответ протестующие сожгли вьетнамский флаг и валюту. Премьер-министр Нгуен Тан Зунг призвал Камбоджу принять меры против экстремистов после сжигания вьетнамского флага во время визита председателя Национальной Ассамблеи Хенга Самрина во Вьетнам. В октябре 2014 года протестующие угрожали сжечь посольство Вьетнама.

## Экономические отношения
Обе страны планировали увеличить двусторонний товарооборот на 27 % за 5 лет: с 2,3 млрд долларов США в 2010 году и до 6,5 миллиардов долларов США к 2015 году.